# ゲスヴァインシュタイン
ゲスヴァインシュタイン (ドイツ語: Gößweinstein) は、ドイツ連邦共和国バイエルン州オーバーフランケン行政管区のフォルヒハイム郡に属する市場町で、フレンキシェ・シュヴァイツのヴィーゼント川支流アイルスバッハ川、ピュットラハ川沿いに位置する。シンボルとなる建築物は、ゲスヴァインシュタイン城(英語版)と巡礼のバシリカ教会である。近隣の都市としては、約25km北東のバイロイト、30km南西のエアランゲンが挙げられる。

## 地理

### 自治体の構成
この町は、公式には31の地区 (Ort) からなる。このうち孤立農場などを除く集落を以下に列記する。
| - アラースドルフ - ベーリンガースミューレ - ベーゼンビルキヒ - エッツドルフ - ゲスヴァインシュタイン - ハルト - ハルテンロイト - ヒューナーロー | - フンゲンベルク - クラインゲゼー - コールシュタイン - ライマースベルク - ロイツドルフ - モーリッツ - モルシュロイト | - ザクセンドルフ - ザッテルマンスブルク - シュターデルホーフェン - ユーラインスホーフ - ウンターアイルスフェルト - ヴィヒゼンシュタイン - ヴェルム |

## 歴史
Goswinesteyn城は、1076年に、文献上初めて言及される。1102年から、この城はバンベルク司教座領となった。1525年にドイツ農民戦争によって破壊され、荒廃したが復興された。バンベルクの司教領主フリードリヒ・カール・フォン・シェーンボルン（在位: 1729年 - 1746年）はゲスヴァインシュタインを市場町に昇格させた。1803年の世俗化により、バンベルク司教座領の地域は、バイエルン領となった。1978年のバイエルン州の自治体再編によって、それまで独立した自治体であったモルシュロイト、ヴィヒゼンシュタイン、ベーリンガースミューレ、クラインゲゼー、ロイツドルフ、シュターデルホーフェン、ウンターアイルスフェルトおよびテュッヒャースフェルトの一部が、ゲスヴァインシュタインに合併した。

## 行政

### 議会
ゲスヴァインシュタインの議会は、首長を含めて16議席で構成される。

### 紋章
金地に緑の三峰の山。その上に二房の青いブドウと、二枚の緑の葉をつけた緑のブドウの蔓が赤い支柱にからみついている。

## 文化と見所

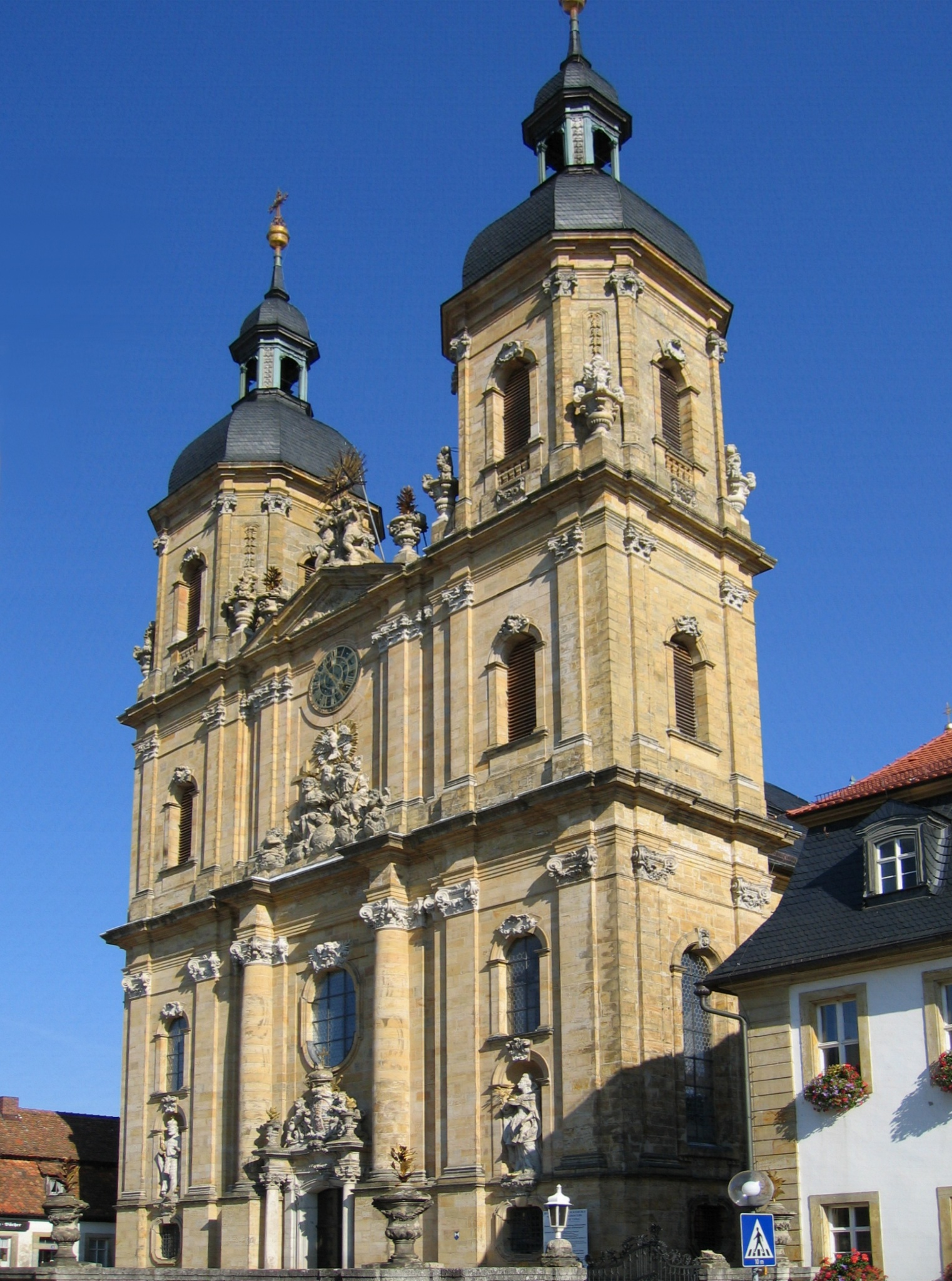
巡礼のバシリカ教会

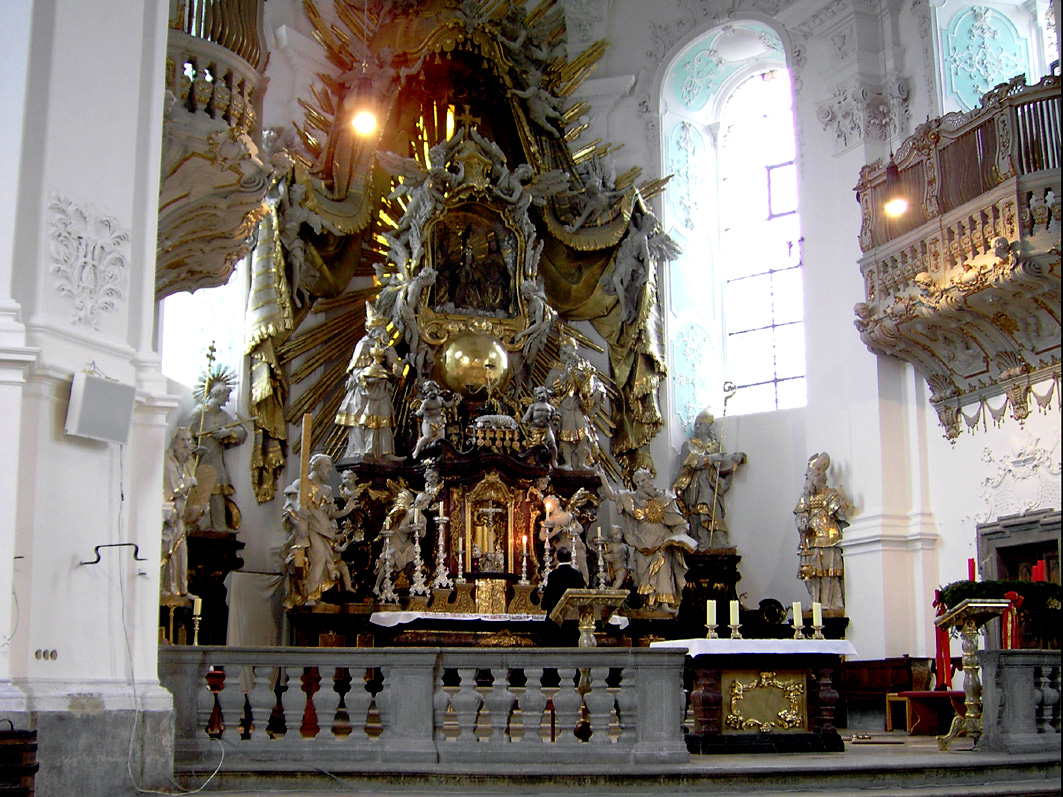
バシリカ教会の祭壇

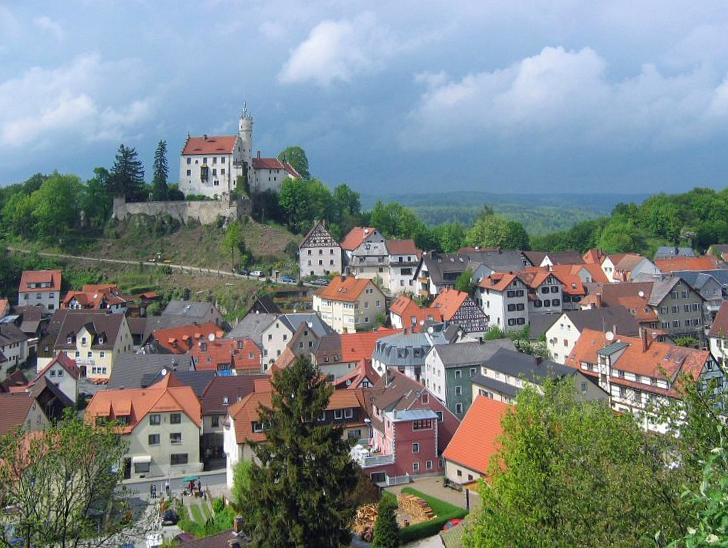
ゲスヴァインシュタインの町と城

### 博物館
- ゲスヴァインシュタイン・フランケン玩具博物館
- ゲストの家の自然科学、地質学コレクション

### 建造物
- 巡礼のバシリカ、聖三位一体教会は、1730年から1739年にかけて、司教領主フリードリヒ・カール・フォン・シェーンボルンが、バルタザール・ノイマンの設計に基づいて建造させた建物。ノイマンはこの建設の監督をも務めた。フランシスコ修道会の神父ルーヘジウス・シュペートリングは、この教会を小聖堂とするよう働きかけた。1948年、この教会はローマ教皇ピウス12世によって、教皇の小聖堂に任じられた。
- ゲスヴァインシュタイン城: リヒャルト・ワーグナーが、その作品、舞台神聖祝祭劇『パルジファル』の聖杯城のモデルにしたことで知られる。1076年に初めて文献に記載されている。現在のネオゴシック様式の建物になったのは、1890年から。
- ヴィクトール・フォン・シェッフェル記念碑: 両面に『旅立ち』の詩が刻まれている。

### 眺めの良い場所
| - ゲルナーフェルス - クロイツベルク - マルティンスヴァント - ワーグナーの丘 - ルートヴィヒスヘーエ | - ベーレンシュタイン（海抜529m） - フィッシャースルー - ニュルンベルガー礼拝堂 - ヴィヒテンシュタイン展望台（海抜585m） |

## 引用
1. ↑  https://www.statistikdaten.bayern.de/genesis/online?operation=result&code=12411-003r&leerzeilen=false&language=de Genesis-Online-Datenbank des Bayerischen Landesamtes für Statistik Tabelle 12411-003r Fortschreibung des Bevölkerungsstandes: Gemeinden, Stichtag (Einwohnerzahlen auf Grundlage des Zensus 2011)
2. ↑  Bayerische Landesbibliothek Online